# Tang-Dynastie
Die Tang-Dynastie (chinesisch 唐朝, Pinyin Tángcháo) war eine chinesische Kaiserdynastie, die von 617/18 bis 907 an der Macht war. Sie folgte auf die Sui-Dynastie und ging der Zeit der fünf Dynastien voraus. Unterbrochen wurde die Tang-Dynastie durch die Herrschaft der Kaiserin Wu Zetian 武则天 (690–705), auch als Wuzhou-Dynastie (武周朝,  Wǔzhōucháo) bezeichnet, nicht zu verwechseln mit der wesentlich früheren, langlebigen Zhou-Dynastie (chinesisch 周朝, Pinyin Zhōucháo). Die Zeit der Tang-Kaiser gilt in der historischen Forschung als ein Höhepunkt der Geschichte Chinas.

## Geschichte

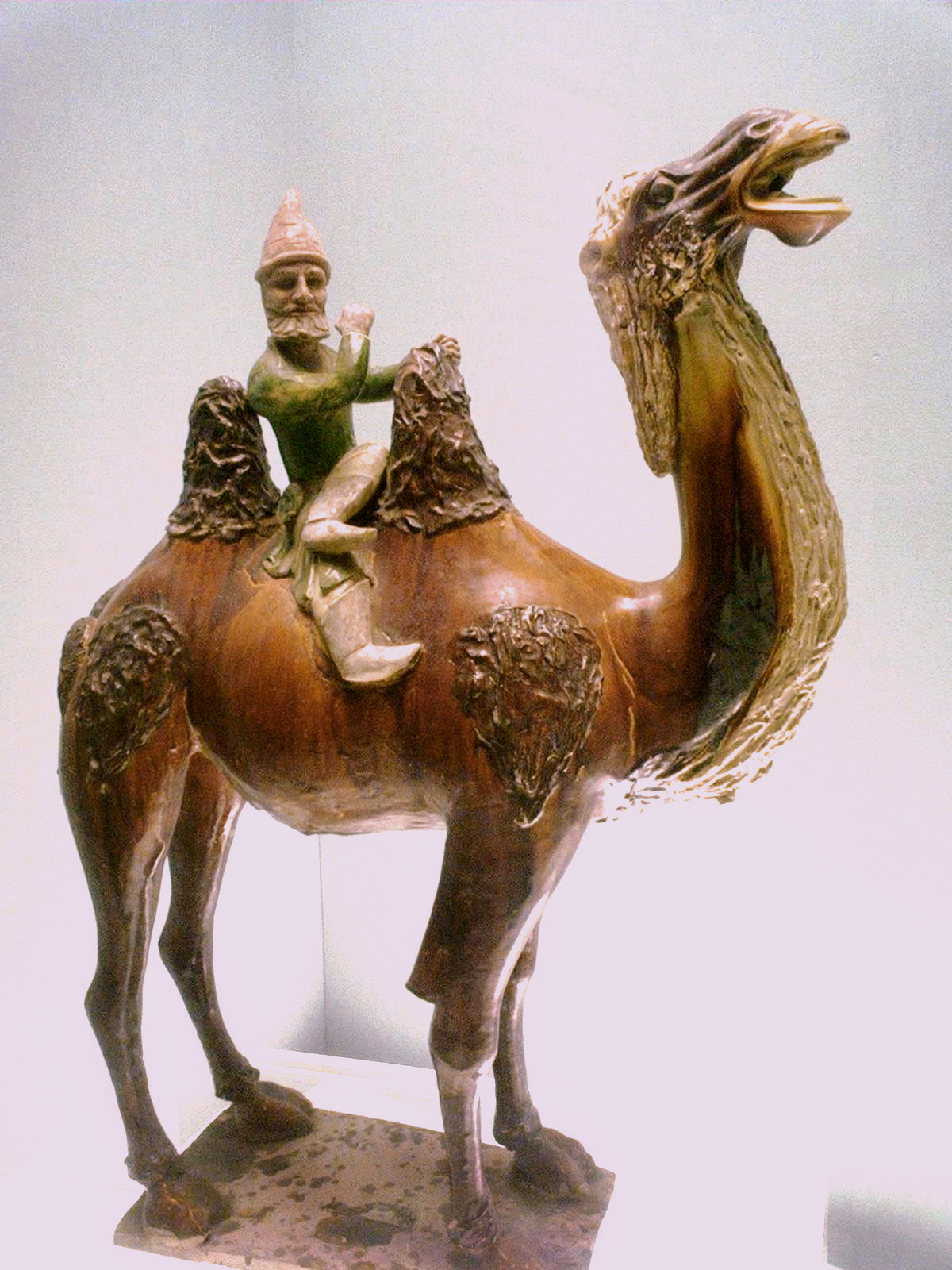
Kamelreiter (Keramik aus der Tang-Dynastie)

### Die Zeit 617 bis 660: Staatsaufbau
Die Dynastie wurde von dem chinesischen General Li Yuan gegründet, der 617 inmitten zahlreicher Rebellionen Chang’an eroberte. 618 ließ er den letzten Sui-Kaiser Yangdi ermorden und wurde erster Kaiser der Tang. Er galt als unentschlossener Herrscher, der stets im Schatten seines Sohnes Li Shimin stand und schließlich 626 abdanken musste. Postum erhielt er den Tempelnamen Gaozu. 

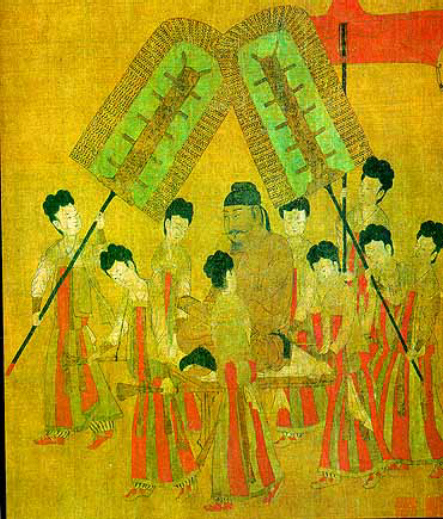
Tang Taizong, Kaiser von 626 bis 649

Li Shimin, Tempelname Taizong, erzielte als Kaiser 626/30 einen entscheidenden Sieg über die Osttürken, was der Tang-Dynastie die Ausbreitung entlang der Seidenstraße ermöglichte und auch China dem Ausland öffnete (vgl. z. B. Xuanzang). Viele fremde Kaufleute und Krieger strömten in der Folge ins Land und prägten die Stadtkultur jener Zeit. Mit ihnen kam Neues, zum Beispiel spielte die chinesische Aristokratie damals Polo, ein Spiel aus dem Iran, was nur aufgrund des verbreiteten Pferdebesitzes durch die Kontrolle der Zuchtgebiete in Gansu möglich wurde. Iranische, indische und türkische Verzierungen fanden sich auf jedem Haushaltsgegenstand, Ausländer wurden mit Vorliebe in Zeichnungen karikiert, Frauen traten unverhüllt und auch in Männerkleidung zu Pferde in der Öffentlichkeit auf. Der Prinz Li Chengqian († 645) benahm sich sogar wie ein Khan der Türken.
Chinas Hauptstadt zur Tang-Zeit wurde Chang’an (heute Xi’an, damals etwa 1 Million Einwohner); aber auch Luoyang war bedeutende Nebenhauptstadt der Dynastie.
Die Verwaltung Tang-Chinas war wie folgt untergliedert:
- Kaiserliche Kanzlei (門下省,  ménxià shěng): Sie unterstützte den Kaiser bei Audienzen und Zeremonien, und sammelte die Berichte/Memoranden für ihn.
- Kaiserliches Sekretariat (中書省,  zhōngshū shěng): Es bearbeitete die Erlasse des Kaisers und kontrollierte zusammen mit der Kaiserlichen Kanzlei die Politik.
- Staatskanzlei (尚書省,  shàngshū shěng): Sie gliederte sich in die klassischen sechs Ministerien (Beamte, Finanzen, Riten, Heer, Justiz und Öffentliche Arbeiten), war die größte Regierungsabteilung und wurde von zwei Präsidenten geleitet.
- Staatsrat: Ihm gehörten im Allgemeinen die Spitzen der Staatskanzlei an.
- Zusätzliche Amtsstellen mit begrenzten Funktionen: Darunter bekam das Zensorat (御史台,  yùshǐtái) eine herausragende Bedeutung, da es die Beamten politisch/moralisch überwachte und die Einhaltung grundlegender Richtlinien überprüfte.

Die Beamtenschaft wurde in neun Rangklassen untergliedert, unabhängig von der tatsächlich ausgeübten Funktion. Taizong erneuerte auch die staatlichen Beamtenprüfungen (Geschichte, konfuzianische Klassiker, Lyrik und Verwaltungsaspekte; es bestanden maximal zehn Prozent der Kandidaten), um sich bessere Verwaltungsbeamte heranzuziehen. In der Praxis bestimmten aber Geld und Herkunft, wer Beamter wurde, so dass die höchsten Posten weiterhin dem Adel vorbehalten blieben.
Die Strafgesetze wurden vereinfacht und gemildert, das Schulwesen gefördert. Der Gesetzkodex der Tang-Zeit, das Tanglü-shuyi, ist vollständig überliefert. Er war sehr umfangreich (über 500 Paragraphen in 12 Abschnitten) und besticht durch lückenlose Logik. Man bewertete sowohl die Schwere beziehungsweise das Wesen der Straftat als auch die gesellschaftliche Stellung des Opfers. Zusätzlich zum Strafrecht entstanden auch erste Umrisse eines Beamtenrechts. Die praktische Rechtsprechung unterlag den Präfekturbehörden.
Gegen Ende seines Lebens stürzte sich Kaiser Taizong († 649) aber in einen belastenden Krieg gegen Korea, was ihn zuletzt sogar innerhalb der eigenen Regierung isolierte. Für das Jahr 651 wird die erste arabische Gesandtschaft am Tang-Hofe vermerkt, gesendet von Kalif Uthman, 643 erreichte sogar eine aus Byzanz den Hof. Weitere Kriege Chinas gegen die Türken verliefen zwar erfolgreich – 657/59 wurden auch die Westtürken unterworfen, ein persischer Prinz namens Peroz forderte 661 chinesische Unterstützung gegen die Araber an – aber die Erfolge waren nicht von Dauer.

### Die Zeit 690 bis 705: Ära der Kaiserin Wu
Kaiser Gaozong (reg. 650–683) litt ab 660 an Schwindelanfällen und Kopfschmerzen. Man nahm an, dass er von seiner Frau, der späteren „schrecklichen Kaiserin“ Wu Zhao (einer ehemaligen Konkubine), bis zu seinem Tod 683 langsam vergiftet wurde. Wu Zhao ermordete ihren erstgeborenen Sohn und sperrte zwei weitere ihrer Söhne ein. Dann nahm sie 690 den Kaisertitel an und regierte (trotz ihrer zahlreichen Morde) mit der Unterstützung der Buddhisten, der Geheimpolizei und offenbar auch großer Teile des Volkes (Zweite Zhou-Dynastie). Um nicht auf die revoltierende Militäraristokratie des Nordens zurückgreifen zu müssen (aus der die Kaisersippe Li stammte), förderte sie durch ihre Beamtenprüfungen neue Leute, speziell aus dem Süden Chinas.
Die aus Chroniken übernommenen Schilderungen der Kaiserin sind jedoch auch mit kritischem Abstand zu betrachten, traditionell wurden Frauen auf dem Herrscherthron immer und zu jeder Zeit von chinesischen Chronisten verunglimpft, keine einzige Herrscherin Chinas wurde in positivem Licht dargestellt.

### Die Zeit 705 bis 907: Höhepunkt und Machtverfall

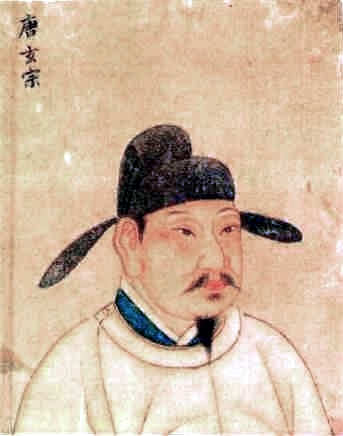
Tang Xuanzong, Kaiser von 712 bis 756

Nach Wu Zhaos Sturz 705 fiel die Herrschaft nach zwei Morden und einer Abdankung schließlich an Kaiser Xuanzong (reg. 713–756).
Unter Xuanzong erlebte Tang-China zunächst ein Goldenes Zeitalter des Friedens, der Kultur und Gelehrsamkeit und anschließend einen jähen Absturz. Die Reichspolitik leitete zunächst Kanzler Zhang Jiuling († 740), ein Dichter und Mann des Südens. Der Kaiser verfiel aber bald der Trägheit und wurde willenloses Werkzeug zweier Günstlinge namens Li Linfu und Yang Guozhong, sowie einer Nebenfrau namens Yang Guifei. Li Linfu († 752) leitete die Reichspolitik ab 736 und konnte sogar die Hinrichtung dreier Söhne Xuanzongs erwirken.
Inzwischen machten sich die erhöhten Militärausgaben ständiger Kriege entlang der Seidenstraße (751 Schlacht am Talas gegen die Araber) in Form von erhöhten Steuern bemerkbar. Analog dazu schwand die Balance der staatlichen Institutionen: In der Regierung herrschte Streit zwischen den adligen und den durch staatliche Prüfungen gewonnenen Beamten, während sich der alte Kaiser vollständig ins Privatleben zurückzog. In der Armee hatten sich ab 722 Berufssoldaten (changcong suwei, 長從宿衛, d. h. „stehendes Gardekorps“) etabliert, und die Generäle hatten zu umfangreiche Kompetenzen erhalten, da der erste Minister Li Linfu der Zivilverwaltung in den Provinzen misstraute und mit den Militärs ein Gegengewicht schaffen wollte. Trotz seiner Verdrängung der Literaten-Beamten und seiner Förderung der Militärs (oft ausländischer Herkunft und nur eingeschränkt loyal) wäre es jedoch unzulänglich, alle Schuld ihm anzulasten. Die Expansion der Tang hatte schon länger dazu geführt, dass die Befugnisse der Militärs vergrößert wurden, zunächst in den Militärbezirken an den Grenzen und ab 711 auch zunehmend im Landesinneren. Die Jiedushi-Militärgouverneure kontrollierten schließlich die Zivil-Verwaltungen in ihrem Zuständigkeitsbereich mitten in China, was die wahre Ursache für den Verfall der Dynastie in der zweiten Hälfte des 8. Jahrhunderts war.
Das Gleichgewicht kippte gegen 750, als die Truppen an der Nordgrenze die kaiserlichen Truppen in der Hauptstadt zahlenmäßig übertrafen, und Li Linfu († 752) sie zwei Cousins unterstellt hatte, unter denen der turkstämmige An Lushan einen besonderen Ehrgeiz entwickelte. Als An Lushan am Hofe den Machtkampf gegen den neuen ersten Minister Yang Guozhong verlor, zettelte er einen Aufstand an, die sogenannte An-Lushan-Rebellion. An Lushan eroberte 755/56 Luoyang und Chang’an, wurde aber im Folgejahr ermordet. Kaiser Xuanzong († 762) floh nach Chengdu und dankte zugunsten seines Sohnes Suzong (reg. 756–762) ab. Dieser gewann zwar 757 die Hauptstädte mit Hilfe der Uiguren zurück, jedoch blieb die Situation bis 763 wechselhaft, da General Shi Siming den Aufstand fortsetzte. Während des Aufstandes sollen 36 Millionen Menschen ums Leben gekommen sein, fast drei Viertel der damaligen Bevölkerung. Tatsächlich dokumentiert dieser drastische Einbruch vor allem den Zusammenbruch der Bürokratie infolge des Krieges und damit die fehlende Möglichkeit, eine umfassende und genaue Volkszählung durchzuführen. Wie groß die Bevölkerungsverluste tatsächlich waren, lässt sich nicht ermitteln. Sicher ist, dass die An-Lushan-Rebellion weite Landesteile verheerte und die Tang-Dynastie auf Dauer schwächte.
Die Uiguren, Tibeter und andere mischten sich nun wiederholt in China ein. Ehrgeizige Militärgouverneure vererbten ihre Ämter und widersetzten sich ununterbrochen der Zentralgewalt, die nur noch ein Schatten ihrer selbst war. Bei Hofe regierten oftmals schwache Kaiser, die Eunuchen oder auch einflussreiche Generäle. Der Kaiser Dezong (reg. 780–805) musste beispielsweise 783/84 aus der Hauptstadt fliehen, als er versuchte, die Macht einiger Jiedushi-Militärgouverneure durch militärisches Vorgehen zurückzudrängen. Es gelang ihm zwar, bis 786 einige Gegenspieler zu beseitigen, aber an den Verhältnissen konnte er nichts mehr ändern und musste sich daher mit Kompromissen begnügen, um den Frieden wiederherzustellen.
Der endgültige Untergang der Tang kam aber erst mit dem Aufstand des Huang Chao 876–884. Dieser Aufstand kostete nach damaliger Darstellung noch mehr Menschenleben als der Aufstand des An Lushan. Der Bandenführer Huang Chao hatte zunächst die Südprovinzen (u. a. Kanton 879) verwüstet und sich dann nach Norden gewandt. Der Kaiser Xizong (reg. 874-88) floh 881 nach Chengdu und musste beide Hauptstädte Huang Chao überlassen, der diverse Tang-Prinzen umbrachte und erst 884 von einem türkischen Kavalleriekorps geschlagen werden konnte. 885 kehrte der Kaiser nach Chang’an zurück und starb bald darauf.
Die Eunuchen bemächtigten sich 900 der Person des Kaisers, wurden aber von einem General namens Zhu Wen (einem Überläufer Huang Chaos) beseitigt. Nach den nötigen Vorbereitungen wurden 907 alle Tang-Prinzen von Zhu Wen umgebracht, womit die Dynastie endete.

## Wirtschaft und Kultur der Tang-Epoche

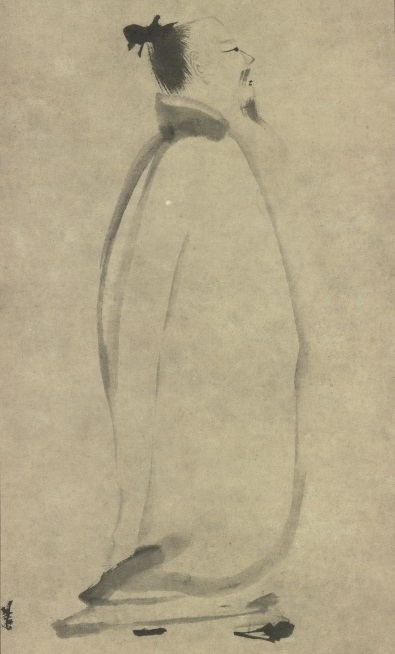
Li Bai, Tuschmalerei von Liang Kai

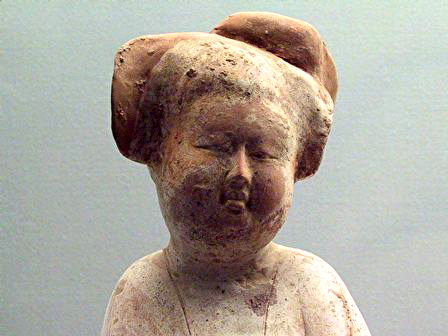
Tang-Schönheit, Shanghai Museum

In der Tang-Epoche erlebte China eine wirtschaftliche und kulturelle Blütezeit. Die Großstädte wuchsen und mit ihnen die Stadtkultur, allerdings auch die Kriminalität. Dichtkunst (Li Bai, Du Fu, Bai Juyi), Malerei, Musik (Pipa) und keramische Produktion erreichten ein hohes Niveau, auf technischem Gebiet entwickelte sich der Buchdruck, und es gelang die Herstellung von Schießpulver. Einige chinesische Erfindungen und Entdeckungen jener Zeit waren der Buchdruck mit Stempeln um 600, die tickende Wasseruhr 725, Diabetes mellitus um 640, die direkte Beobachtung eines Kometenschweifs 635, Hartporzellan 700, Streichhölzer 577 und nicht zuletzt auch die Zeitung.
Die Grundlage dieser gesellschaftlichen Blüte waren Maßnahmen auf wirtschaftlichem, sozialem und steuerlichem Bereich.
Die Kanalbauten der Sui mit ihren Umschlagplätzen und Speichern 587–608 begünstigten den Warentransport und den Binnenhandel, ernährten die Hauptstadt und bildeten eine Grundlage des wirtschaftlichen Aufschwungs im 8. und 9. Jahrhundert. Ihre Kontrolle erlaubte es den Tang auch, sich in den schwierigen Bedingungen nach dem An Lushan-Aufstand 756 an der Macht zu halten. Verschifft wurden in erster Linie Getreide und Seide. Aber auch der Reistransport stieg aufgrund der Produktionssteigerung dank verbesserten Anbaus (Umsetzen der Schösslinge) innerhalb eines Jahrhunderts um das fünf- bis zehnfache an. Neben der Binnenschifffahrt waren der Bergbau (über 150 Bergwerke) und die Weberei (erste private Manufakturen) von besonderer wirtschaftlicher Bedeutung.
Das Überleben der Kleinbauern und damit den sozialen Frieden sicherten Steuergesetze (619) und die dazugehörigen Agrarverordnungen (624). Darin wurden den Bauern gleichmäßig verteilte Parzellen auf Lebenszeit übergeben. Die Leibeigenschaft verschwand. Das Prinzip nannte sich „gleichmäßige Feldverteilung“ (juntian) und war so ähnlich bereits von den Nördlichen Qi und Zhou praktiziert worden. Grundlage der Vergabe waren genaue Volkszählungen unter Berücksichtigung des Alters sowie ein Katastersystem zur Landbewertung und -verteilung. Auch den Beamten stand je nach Rang ihr Dienstland (zhitian) zu, das sie durch Pächter (meist wandernde Bauern) bewirtschaften ließen. Ebenso erhielt der Adel Land. 
Das System wurde aber schon im späten 7. Jahrhundert durch Manipulation (beispielsweise in Form von veralteten Zahlenangaben), Abwanderung, veränderte Anbaumethoden sowie Ausdehnung des privaten und kirchlichen Gutsbesitzes untergraben. Schon auf legalem Wege war es für Höhergestellte möglich, Großgrundbesitz anzusammeln, der durch wandernde beziehungsweise vagabundierende Bauern bewirtschaftet wurde. Die Klasse der Kleinbauern verfiel daher im 8. Jahrhundert und die Steuereinnahmen sanken parallel zur Anhäufung von Großgrundbesitz und Massenabwanderung nach Süden. Kurz vor der An-Lushan-Rebellion zahlten nur noch etwa 60 Prozent der Haushalte (d. h. 20 % der Bevölkerung) ihre Steuern. Da die direkte Besteuerung nicht mehr funktionierte, erfolgte zwischen 769 und 780 eine Steuerreform, welche die traditionellen Steuern nach Anzahl der Personen durch die Besteuerung des Grundbesitzes und der Ernte ersetzte. Die neue Zwei(-Raten)-Steuer (liang-shui fa) von 780 war eine Einheitssteuer ohne die (bis dahin üblichen) Abgaben und Frondienste, sie unterschied zudem nach arm und reich.
Parallel dazu griff der Staat ähnlich wie zur Han-Zeit auf Monopole auf Salz (758), Alkohol (782) und Tee (793) zurück, um den Einnahmenverlust auszugleichen. Damit machte der Staat seine Einnahmen (hier: Gewinne) auch von der politischen Situation unabhängig. Zwecks diesbezüglichen Geldtransfers führte man um 806–820 den Wechsel ein. Das Geldwesen entwickelte sich in der Folge analog dem des arabischen Kalifats, in dem man Steuergelder unter ähnlich schwierigen politischen Umständen transferieren musste. Ein Nebeneffekt der Staatsmonopole war der Schwarzhandel und die daraus resultierende Bandentätigkeit, was den Aufstand des Huang Chao (um 875) begünstigte.
Gegen Ende der Tang-Epoche ergab sich so eine steigende Bedeutung des Eigentums und des Handels, was die frühkapitalistische Entwicklung in der nachfolgenden Song-Epoche begründete. Trotz dieser Entwicklung (u. a. Verschwinden der Leibeigenschaft) hatte der Feudalismus weiterhin Bestand, da rein politische Rechte über die Produzenten ausgeübt wurden.
Die Epoche der Tang-Dynastie war gekennzeichnet von kultureller und religiöser Öffnung nach außen. Der Buddhismus, insbesondere die Chan-Schule, stand nach seiner Förderung durch Wu Chao noch immer in voller Blüte, man verzeichnete viele Pilgerreisen nach Indien. Ein Exemplar des Diamant-Sutra gilt als erstes Buch-Druckerzeugnis der Menschheitsgeschichte, hergestellt 868 nach dem Abklingen der großen Buddhistenverfolgung im Holzdruckverfahren. Gebildete Chinesen richteten ihr soziales Verhalten nach den Lehren des Konfuzius, ihre Stellung in der Natur erklärte ihnen der Daoismus und die spirituelle Kultivierung des Geistes oblag Buddha. Diese drei Philosophien und Religionen wurden staatlich gefördert. Unterdessen wurde allerdings auch der ostsyrische Bischof Alopen aus Persien 635 von Kaiser Taizong in der Hauptstadt Chang’an offiziell empfangen und mit der Übersetzung christlicher Schriften und der Errichtung von Klöstern in zahlreichen Städten des Reiches beauftragt. Durch ausländische Kaufleute und Krieger fanden zudem Islam und Manichäismus Eingang in China. Fremde Kaufleute sorgten für den Transithandel über Land und See, unterhielten in den schnell wachsenden Großstädten wie Kanton eigene Handelskontore. Haupthandelsprodukte waren Tee, Porzellan und Seide.
Nach dem An-Lushan-Aufstand wurden andererseits Ausländer für die Lage im Land verantwortlich gemacht. Um 800 kam es dann zu einer Art intellektueller Wende im Land, einer Rückbesinnung auf traditionelles Gedankengut, welche sich in der Vereinfachung auf simplen Nationalismus äußerte. Der Vorwurf lautete, die reine und einfache chinesische Kultur sei vom Buddhismus und den fremden Einflüssen korrumpiert und geschwächt worden. Im Jahr 836 verbot man den Umgang mit „farbigen Menschen“ (Sogdiern, Iranern, Arabern, Indern), 843 ihre Religionen und befahl zudem, dass sich die Ausländer wie Chinesen zu kleiden hätten. Viele Ausländer wurden bei den Unruhen in den Städten erschlagen, einige Tausend 760 in Yangzhou und 120.000 in Kanton 879.
Der Kontrollverlust an der Seidenstraße schnitt zudem den Buddhismus von seinen Ursprungsregionen im Südwesten ab und leitete so seinen Niedergang im Land ein. Macht und Reichtum der buddhistischen Klöster erweckten den Neid Vieler. Besonders der Staat befand sich in einer Finanzkrise – 845 ließ der Kaiser Wuzong die meisten der 4.600 Klöster und 40.000 Schreine zerstören oder in öffentliche Gebäude umwandeln und den klösterlichen Besitz beschlagnahmen, wodurch der Staat zusätzlich an das Kapital von Handelsgesellschaften gelangte, das den Tempeln unterstellt war.

## Dokumentationen
- Chinas Goldenes Zeitalter - Die Tang-Dynastie. TV-Dokumentation in HD von Edward Cotterill, China 2019, deutsche Synchronfassung ZDF 2022.